# Liste von Persönlichkeiten der Stadt Forlì
Diese Liste enthält in Forlì geborene Persönlichkeiten sowie solche, die in Forlì gewirkt haben, dabei jedoch andernorts geboren wurden. Die Liste erhebt keinen Anspruch auf Vollständigkeit.

## In Forlì geborene Persönlichkeiten

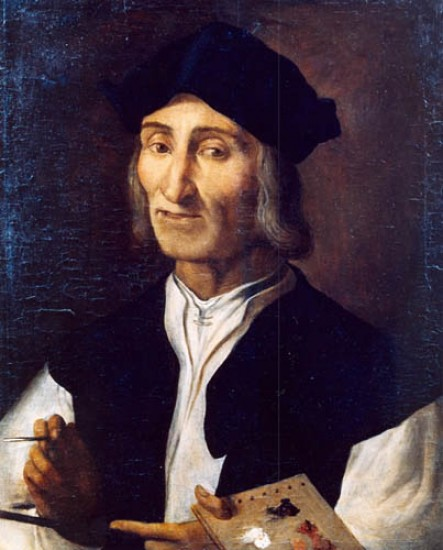
Marco Palmezzano

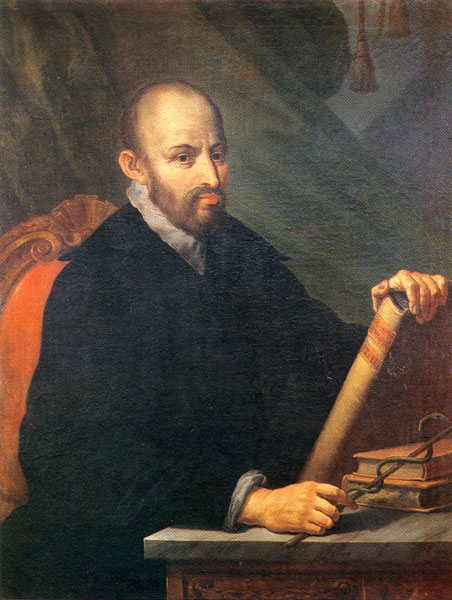
Girolamo Mercuriale

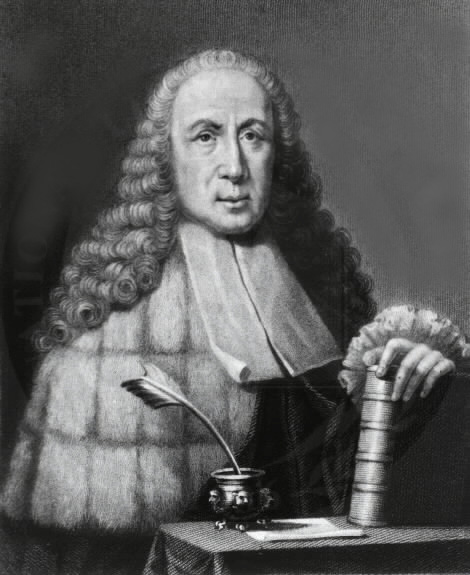
Giovanni Battista Morgagni

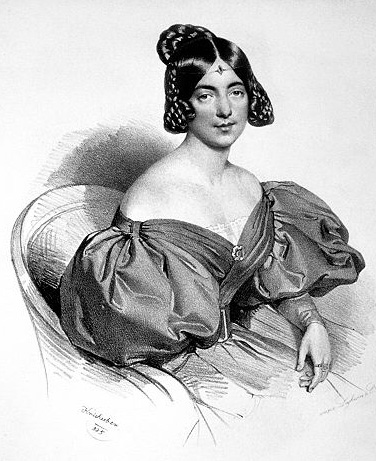
Eugenia Tadolini

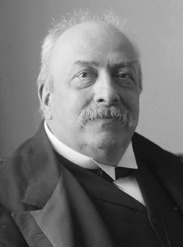
Alessandro Fortis

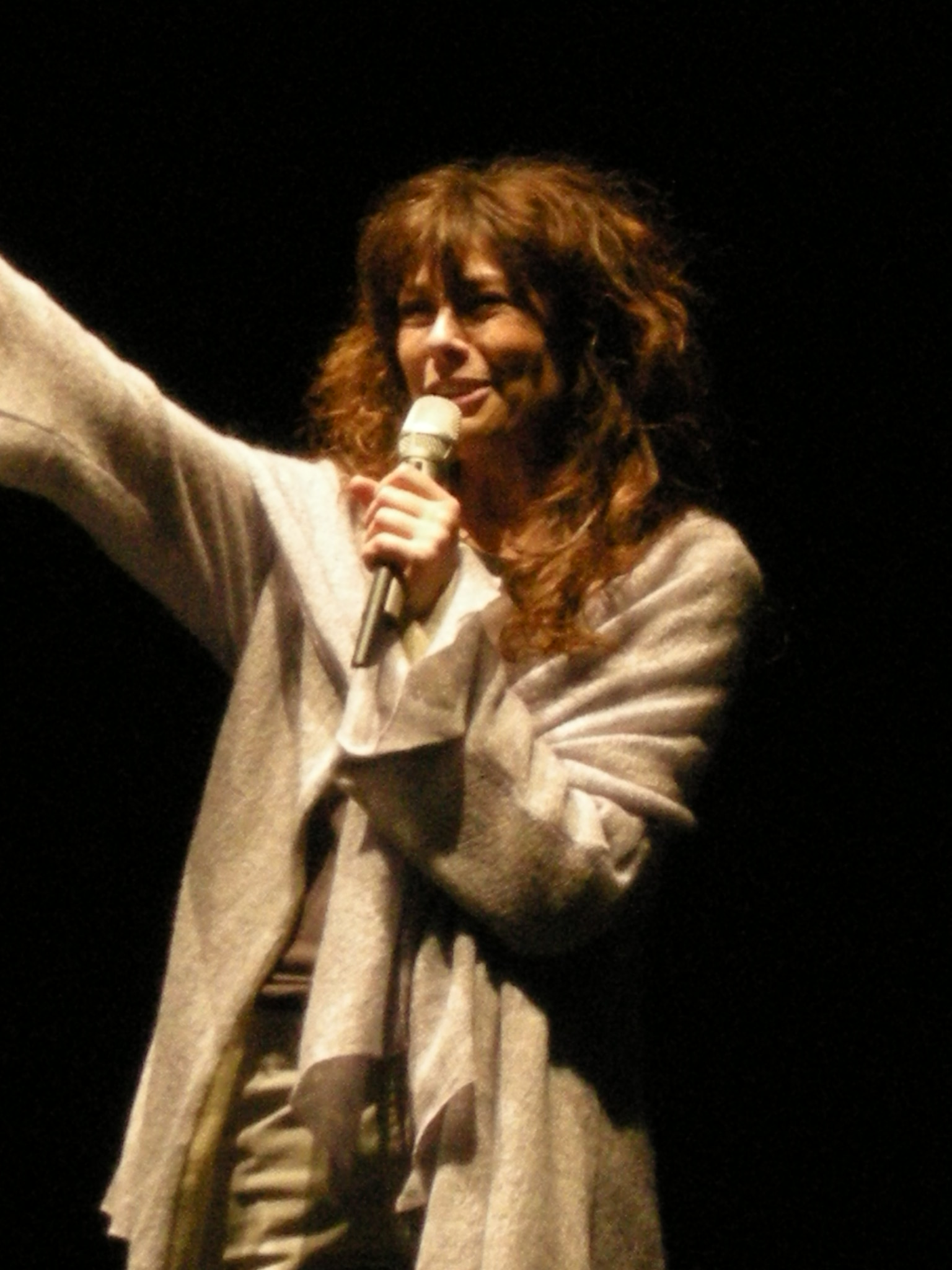
Alice

### Bis 1799
- Peregrinus Laziosi (≈1265–1345), Heiliger
- Giovanni Ordelaffi (um 1355–1399), Condottiere
- Flavio Biondo (1392–1463), Humanist und Historiker
- Melozzo da Forlì (1438–1494), Maler
- Marco Palmezzano (1456–1539), Maler
- Cristoforo Numai (?–1528), Kardinal
- Giovanni dalle Bande Nere (1498–1526), Condottiere
- Francesco Marcolini (≈1500–1559), Buchdrucker
- Livio Agresti (1505–1579), Maler
- Girolamo Mercuriale (1530–1606), Arzt
- Francesco Paolucci (1581–1661), Kardinal
- Pietro Simone Agostini (≈1635–1680), Komponist
- Fabrizio Paolucci (1651–1726), Kardinal
- Giulio Piazza (1663–1726), Kardinal
- Giovanni Battista Morgagni (1682–1771), Arzt, Anatom und Begründer der modernen Pathologie
- Camillo Paolucci (1692–1763), Kardinal
- Giovanni Battista Cirri (1724–1808), Cellist und Komponist
- Paolo Orsi Mangelli (1762–1846), Kardinal
- Antonio Peregrino Benelli (1771–1830), Opernsänger
- Giuseppe Siboni (1780–1839), Opernsänger
- Giuseppe Bofondi (1795–1867), Kardinal
- Piero Maroncelli (1795–1846), Musiker, Schriftsteller und Patriot

### 1800–1899
- Eugenia Tadolini (1809–1872), Opernsängerin
- Carlo Matteucci (1811–1868), Physiker und Neurophysiologe
- Ignazio Masotti (1817–1888), Kardinal
- Aurelio Saffi (1819–1890), Politiker
- Alessandro Fortis (1842–1909), Politiker und Ministerpräsident
- Francesco Vinea (1845–1902), Maler
- Eugenio Bertini (1846–1933), Mathematiker
- Clelia Merloni (1861–1930), Ordensschwester und -gründerin, Selige der katholischen Kirche
- Luciano De Nardis (1865–1964), Dichter und Maler des Futurismus
- Armando Casalini (1883–1924), Politiker
- Olindo Raggi (1896–1926), Motorradrennfahrer
- Terzo Bandini (1898–1974), Motorradrennfahrer

### 1900–1949
- Guido Agosti (1901–1989), Pianist
- Laura Carli (1906–2005), Schauspielerin
- Bruno Caizzi (1909–1992), Doktor der Wirtschaftsgeschichte, Autor
- Edda Ciano (1910–1995), älteste Tochter von Benito Mussolini und Ehefrau von Galeazzo Ciano
- Giulietta Simionato (1910–2010), Opernsängerin
- Diego Fabbri (1911–1980), Dramatiker
- Glauco Servadei (1913–1968), Radrennfahrer
- Massimo Grillandi (1921–1987), Journalist und Schriftsteller
- Pio Laghi (1922–2009), Kardinal
- Antonio Casadei (* 1923), Künstler
- Nino Assirelli (1925–2018), Radrennfahrer
- Romano Mussolini (1927–2006), Jazz-Pianist und Maler
- Monica Clay (* 1929), Schauspielerin
- Giovanna Alatri (* 1931), Autorin
- Ercole Baldini (1933–2022), Radrennfahrer
- Bruno Grandi (1934–2019), Sportfunktionär
- Alberto Assirelli (1936–2017), Radrennfahrer
- Rosalba Neri (* 1939), Schauspielerin
- Gianfranco Albano (* 1942), Fernsehregisseur
- Annalena Tonelli (1943–2003), Juristin und politische Aktivistin
- Tommaso Ghirelli (* 1944), Bischof von Imola
- Giampaolo Flamini (* 1946), Radrennfahrer
- Franco Biondi (* 1947), deutschsprachiger Schriftsteller

### Ab 1950
- Alice (eigentlich Carla Bissi; * 1954), Sängerin
- Sauro Succi (* 1954), Physiker
- Loris Reggiani (* 1959), Motorradrennfahrer
- Cristiana Borghi (* 1960), Schauspielerin
- Erio Castellucci (* 1960), Bischof
- Loris Zanatta (* 1962), Historiker
- Marco Ambrosini (* 1964), Musiker und Komponist
- Giorgio Frassineti (* 1964), Politiker
- Vincenzo Sospiri (* 1966), Autorennfahrer
- Richard Vanigli (* 1971), Fußballspieler und -trainer
- Simona Galassi (* 1972), Boxweltmeisterin
- Nicola Samorì (* 1977), Maler und Bildhauer
- Matteo Malucelli (* 1984), Autorennfahrer
- Matteo Montaguti (* 1984), Radrennfahrer
- Alessandro Malaguti (* 1987), Radrennfahrer
- Mattia Ceccarelli (* 1988), Triathlet
- Riccardo Saponara (* 1991), Fußballspieler
- Matteo Malucelli (* 1993), Radrennfahrer
- Jacopo Bilardo (* 2004), Tennisspieler

## Berühmte Einwohner von Forlì
- Meister von Forli (um 1280), Maler
- Caterina Sforza (1463–1509), Gräfin von Forlì